# Thủy điện Tiên Thành
Thủy điện Tiên Thành là thủy điện xây dựng trên sông Bằng tại vùng đất xã Tiên Thành huyện Quảng Hòa tỉnh Cao Bằng, Việt Nam .
Thủy điện Tiên Thành có công suất lắp máy 16,5 MW với 2 tổ máy, sản lượng hàng năm trên 49 triệu KWh, khởi công tháng 9/2009, dự kiến hoàn thành tháng 2/2019 .

## Tác động môi trường dân sinh
Dự án thủy điện Tiên Thành trên sông Bằng tại 2 huyện Quảng Uyên và Phục Hòa, được cấp phép từ năm 2009. Tuy nhiên do quản lý và năng lực nhà thầu mà việc triển khai chậm trễ và có nhiều vi phạm .